# قارضات فجرية
القارضات الفجرية (الاسم العلمي:†Eomyidae) هي فصيلة منقرضة من القوارض تتبع رتيبة قندسيات الشكل.

## التصنيف
- القارضاوات الفجرية
  - القارضاوية الفجرية
    - القارضة الفجرية